# أوه نعم! كارتونز
أوه نعم! كارتونز هو عبارة عن سلسلة عامرة بالحلقات القصيرة الكرتونية المقدمة من العديد من رسامي الرسوم المتحركة الذين يريدون أن يدشنون برامجهم التلفزيونية الخاصة عن طريق بثها كحلقات قصيرة تجريبية في هذا المعرض الخاص بالرسوم المتحركة المقدمة منهم. عرض أوه نعم! كارتونز أولى حلقاته في يوم 18 يوليو، 1998 على قناة نيكلوديون الأصلية وانتهى بعرض آخر حلقاته في يوم 19 يوليو، 2002 على نفس القناة. وكان لهذه السلسلة الفضل من بعد الله عز وجل في ولادة بعض المسلسلات الكرتونية المشهورة التي تم إنتاجها من قبل إستوديو نيكلوديون للرسوم المتحركة مثل الوالدان السحريان وعالم الطباشير والمراهقة الآلية والتي تم الإشراف عليها من قبل فريدرك سايبرت وشركته فريديراتور ستوديوز. وكان من إبتكار وتحت إشراف فريد سايبرت، الذي لطالما ابتكر معرض الرسوم المتحركة الخاص بهانا-باربيرا وكرتون نتورك (يا له من كرتون!) وكان رئيساً سابقاً لهانا-باربيرا ومخرجاً مبدعاً سابق لقناة إم تي في قبل ثلاثة سنين من إبتكار هذه السلسلة. حيث أظهرت هذه السلسلة مواهب عديدة من رسامي الرسوم المتحركة مثل روب رينزيتي، وبوتش هارتمان وسيث ماكفارلن وبات فينتورا. إلخ...

## الإرث
أوه نعم! كارتونز هو ثاني معرض رسوم متحركة لشركة فريديراتور ستوديوز التابعة لفردرك سايبرت وهو مؤسسها والمشرف على جميع أعمالها التي كانت معظمها مشتركة مع نكلوديون. وقد استمرت فريديراتور في تقليد إبراز المواهب، الشخصيات، والمسلسلات الجديدة مع العديد من «حاضنات» الحلقات الكرتونية القصيرة التجريبية، وذلك يشمل (إعتباراً من عام 2016): يا له من كرتون! (كرتون نتورك، 1995) دقيقة الميث 39 (قناة فريديرايتور، 2008) كرتونات عشوائية! (2008، نيكلوديون/نيكتونز) تو كوول! كارتونز (كارتون هانجوفر، 2012) وجو! كارتونز (كارتون هانجوفر، 2016) وكان لهذه المختبرات الفضل من بعد الله عز وجل في ولادة بعض المسلسلات الكرتونية مثل: مختبر دكستر، فتيات القوة، عالم الطباشير، جوني برافو، البقر والدجاج، المراهقة الآلية، كوردج الجبان، الوالدان السحريان، نايت فايت، فان بوي وتشام تشام، وقت المغامرة، أشجع المحاربين، روكت دوغ، وبي آند بابي كات.